# Pourouma formicarum
Pourouma formicarum är en nässelväxtart som beskrevs av Adolpho Ducke. Pourouma formicarum ingår i släktet Pourouma och familjen nässelväxter. Inga underarter finns listade i Catalogue of Life.